# Okręg wyborczy Leyton
Okręg wyborczy Leyton powstał w 1950 r. i wysyłał do brytyjskiej Izby Gmin jednego deputowanego. Okręg obejmował dystrykt Leyton w północno-wschodnim Londynie. Został zlikwidowany w 1997 r.

## Deputowani do brytyjskiej Izby Gmin z okręgu Leyton
- 1950–1965: Reginald Sorensen, Partia Pracy
- 1965–1966: Ronald Buxton, Partia Konserwatywna
- 1966–1974: Patrick Gordon Walker, Partia Pracy
- 1974–1983: Bryan Magee, Partia Pracy
- 1983–1997: Harry Cohen, Partia Pracy